# Guilin Laurent Bizanet
Guilin Laurent Bizanet (pronunciado /ɡilˈɛ̃ loʁˈɑ̃ bizanˈɛ/ⓘ) (Grenoble, Isère; 10 de agosto de 1755-Ibidem, 18 de abril de 1836) fue un general revolucionario francés republicano que sirvió durante la Guerra de Independencia de los Estados Unidos, las Guerras Revolucionarias Francesas y las Guerras Napoleónicas.

## Biografía
Nacido en Grenoble, capital del departamento francés de Isère, Bizanet comenzó su carrera como artillero naval el 4 de noviembre de 1780 y estuvo a bordo del Majestueux durante la Revolución Estadounidense, del 11 de junio de 1781 al 24 de enero de 1783. Tras alistarse voluntario en el ejército en 1791, fue elegido segundo teniente coronel del 2do batallón de voluntarios de Isère, consecutivamente fue nombrado como general de brigada el 22 de agosto de 1793 y como general de división el 10 de abril de 1794. Fue defensor en Mónaco en 1793 y al final del Consulado francés en 1804 se convirtió en comandante de los ejércitos en Marsella.
Fue nombrado comandante de la fortaleza de Bergen op Zoom en 1810 y repelió con éxito un ataque nocturno el 8 de marzo de 1814 dirigido por el general británico Thomas Graham. Después del ataque, Graham escribió en un despacho a Londres:

Sir [...] I am anxious too to do justice to the conduct of General Bizanet, which, truly characteristic of a brave man, has been marked from the first with the most kind and humane attentions to the prisoners.
Señor [...] Estoy ansioso también por hacer justicia a la conducta del general Bizanet, que, verdaderamente propia de un hombre valiente, se ha caracterizado desde el primer momento por las atenciones más amables y humanas hacia los prisioneros.
11 de marzo de 1814.

Bizanet fue comandante de Marsella durante los Cien Días a las órdenes del mariscal Guillaume Brune.

## Condecoraciones
- Fue nombrado Caballero de la Legión de Honor el 12 de diciembre de 1803 y luego Oficial de la misma orden el 14 de junio de 1804.

- El 19 de julio de 1814 fue nombrado Caballero de la Orden de San Luis por Luis XVIII de Francia.[2]

### Monumentos y honores
- Su nombre está grabado en la cuadragésima columna del Arco de Triunfo de París.